# You Would Have Loved This
„You Would Have Loved This“ (на български: Би обикнал това) е името на издадения на 25 октомври 2006 сингъл на финландската певица Таря Турунен. Музиката и текста на песента са дело на Кори Конорс.
Това е вторият коледен сингъл на Таря, предшестващ албума ѝ на коледна тематика „Henkäys Ikuisuudesta“.

## Песни
- You Would Have Loved This – музика и текст Кори Конърс
- Walking in the Air – музика и текст Хауърд Блейк